# Mordellistena ozarkensis
Mordellistena ozarkensis är en skalbaggsart som beskrevs av Ray 1936. Mordellistena ozarkensis ingår i släktet Mordellistena och familjen tornbaggar. Inga underarter finns listade i Catalogue of Life.